# Falange Nacional

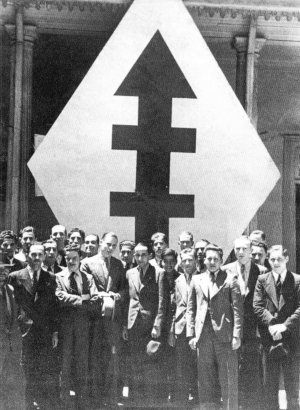
Falange Nacional

Die Falange Nacional war eine christliche Partei in Chile, die von 1938 bis 1957 existierte. Bekanntester Politiker dieser Partei war der chilenische Präsident von 1964 bis 1970, Eduardo Frei Montalva.

## Geschichte
Die Falange Nacional war ursprünglich die Jugendsektion der Konservativen Partei, die Partei des politischen Katholizismus und vom Episkopat unterstützt. Zunächst trug sie den Namen Movimiento Nacional de la Juventud Conservadora (Deutsch: Nationale Bewegung der konservativen Jugend) und wechselte zu Falange Nacional im Jahr 1936. Führende Politiker Chiles begannen ihre Karriere in dieser Bewegung, wie beispielsweise der Christdemokrat und Präsident Eduardo Frei Montalva, Radomiro Tomic (Präsidentschaftskandidat im Jahr 1970), Bernardo Leighton (Minister 1964–1970). Innerhalb der Konservativen Partei war die Falange von Anfang an offener für eine staatsgelenkte Wirtschaft. Ebenso betonte sie in Wirtschaftsfragen das Soziale. Im Jahr 1938 trennte sich die Falange von den Konservativen und gründete eine eigene Partei, um den linksgerichteten Präsidentschaftskandidaten Pedro Aguirre Cerda von der Radikalen Partei zu unterstützen. Die Publikation der Falange hieß Lircay.
Die Wahlergebnisse blieben lange Zeit niedrig, bis sie im Jahr 1957 9,4 % der Stimmen und 17 Abgeordnete von 147 erhielten. Zu diesem Zeitpunkt waren etliche Politiker der Falange schon sehr bekannt, vor allem Eduardo Frei Montalva und Radomiro Tomic. Eduardo Frei Montalva war als Vertreter der Falange Staatsminister für öffentliche Bauten in den linksgerichteten Regierungen von Juan Antonio Ríos Morales und Gabriel González Videla.
Im Jahr 1957 fusionierte die Falange Nacional mit anderen christlichdemokratisch inspirierten Parteien, von denen der Partido Conservador Social Cristiano – ebenfalls eine Abspaltung der Konservativen Partei – die wichtigste war, um die Christlichdemokratische Partei Chiles (PDC) zu gründen. Die PDC behielt das Symbol der Falange (siehe Bild).

## Wahlergebnisse
| Wahljahr (Gesamtzahl der Sitze) | Zahl der Sitze | Stimmen für die Abgeordneten | Stimmenanteil in % |
| Parlamentswahlen von 1941 (147) | 3              | 15.553                       | 3,4                |
| Parlamentswahlen von 1945 (147) | 3              | 11.565                       | 2,6                |
| Parlamentswahlen von 1949 (147) | 3              | 18.221                       | 3,9                |
| Parlamentswahlen von 1953 (147) | 3              | 22.353                       | 2,9                |
| Parlamentswahlen von 1957 (147) | 17             | 82.710                       | 9,4                |
| Quelle: Cruz-Coke 1984.         |                |                              |                    |